# 보르자가

보르지아 또는 보르의 국장

보르자 가문 또는 보르히아 가문(이탈리아어: Borgia)은 오늘날에는 르네상스 시대 동안 타락한 교황들을 배출한 것으로 기억되는 스페인 기원의 이탈리아 귀족 가문이다. 그들은 역사상 최초의 범죄 집안이자 이탈리아 마피아의 선구자로 여겨진다. 집안의 가장(家長)인 로드리고 보르자는 교회의 주교, 추기경, 재판관이 되었다. 그는 나중에 교황으로 선출되어, 알렉산데르 6세라는 이름을 선택하였으며 거의 11년 동안 그 지위를 유지하였다. 보르자 가문의 다른 유명한 일족들로는 각각 로드리고 보르자의 딸과 아들인 루크레치아 보르자와 체사레 보르자가 있다. 보르자 가문에 반대하여 제기된 수많은 고발 가운데에는 근친상간, 간통, 살인, 추문이 일부 포함되어 있다.

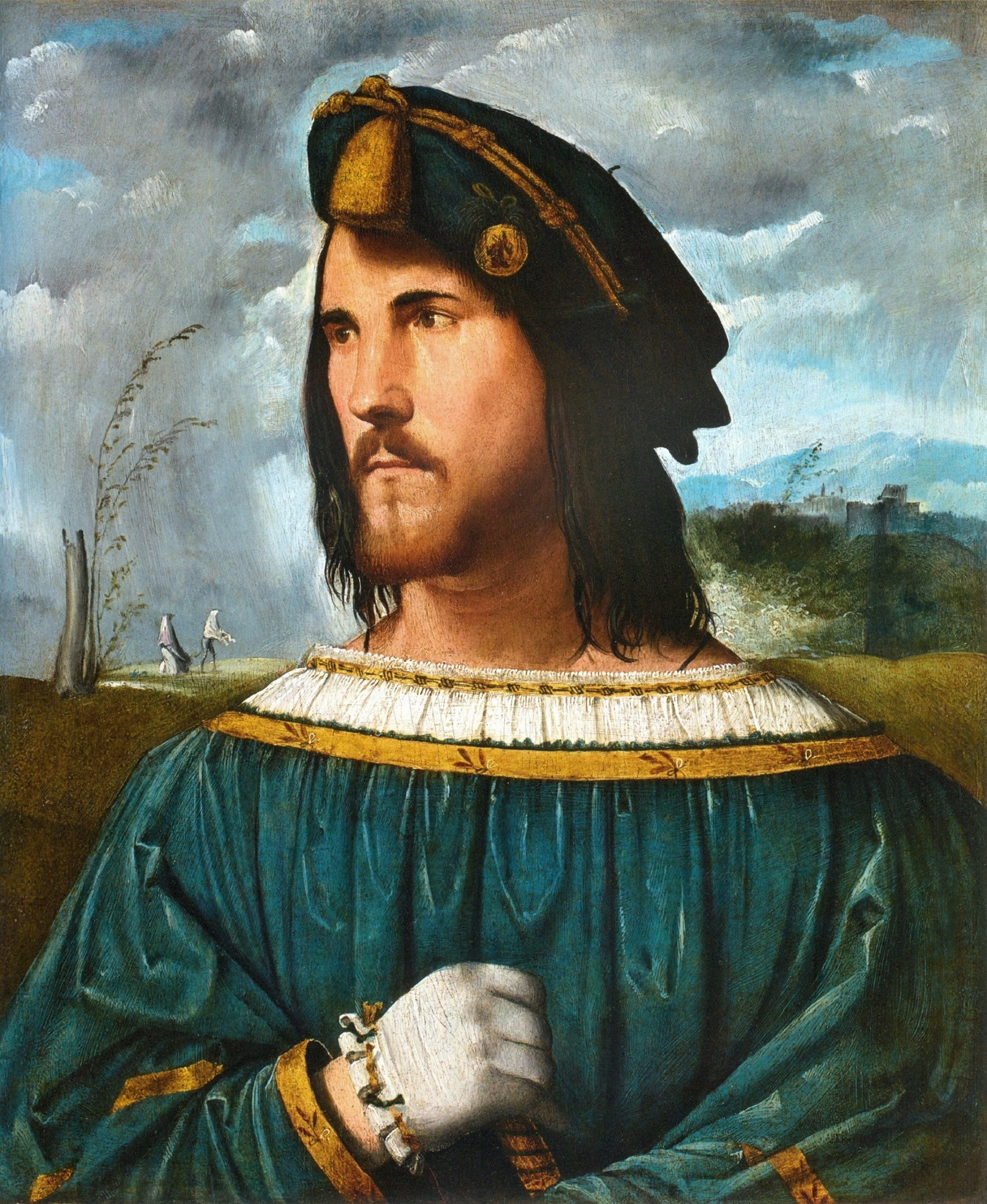
체사레 보르자.
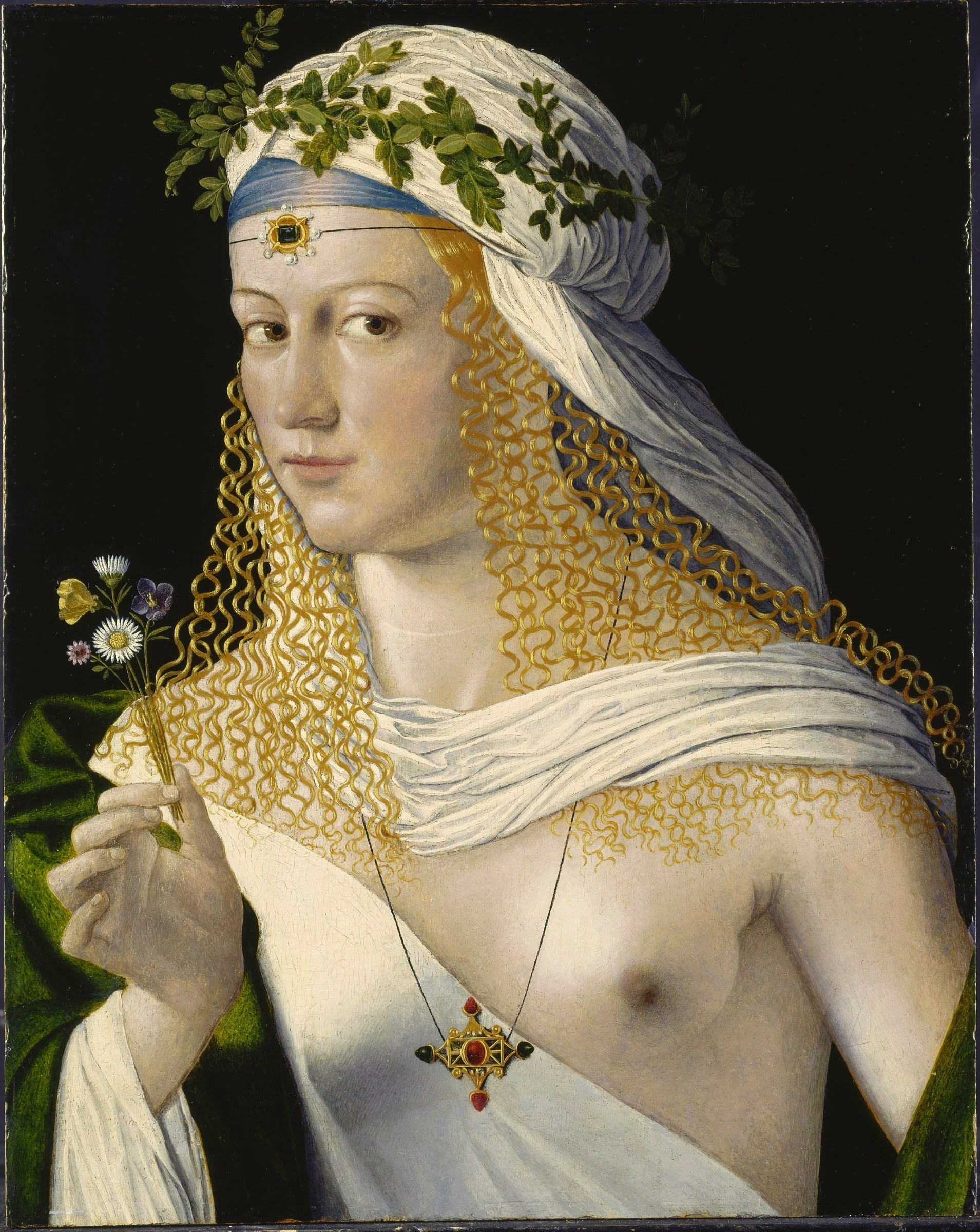
루크레치아 보르자.
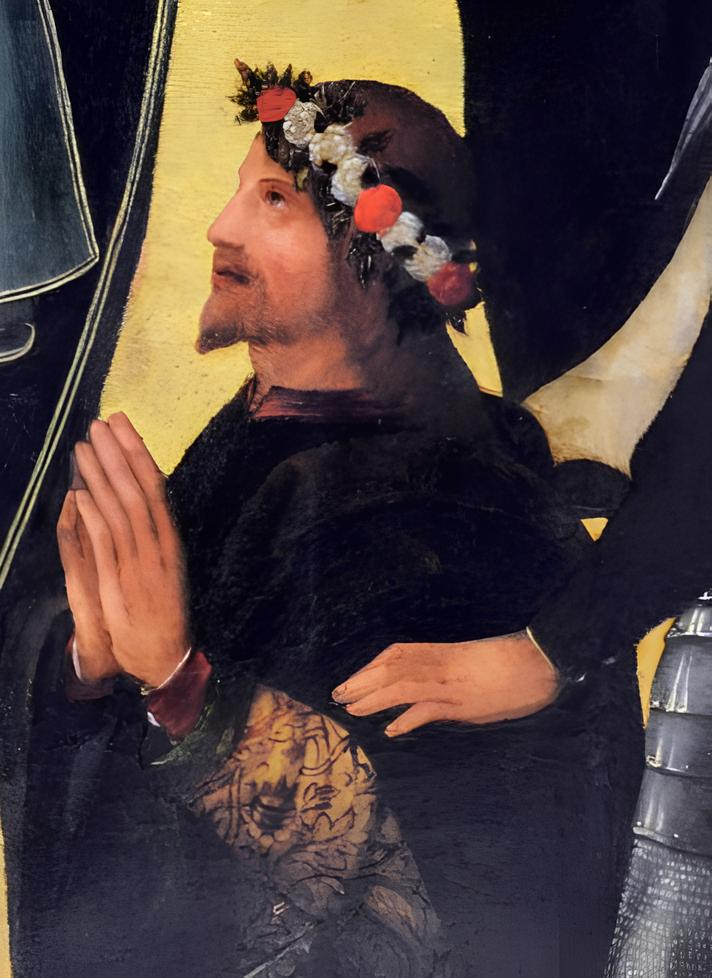
후안 데 간디아 보르자, 간디아 공작.
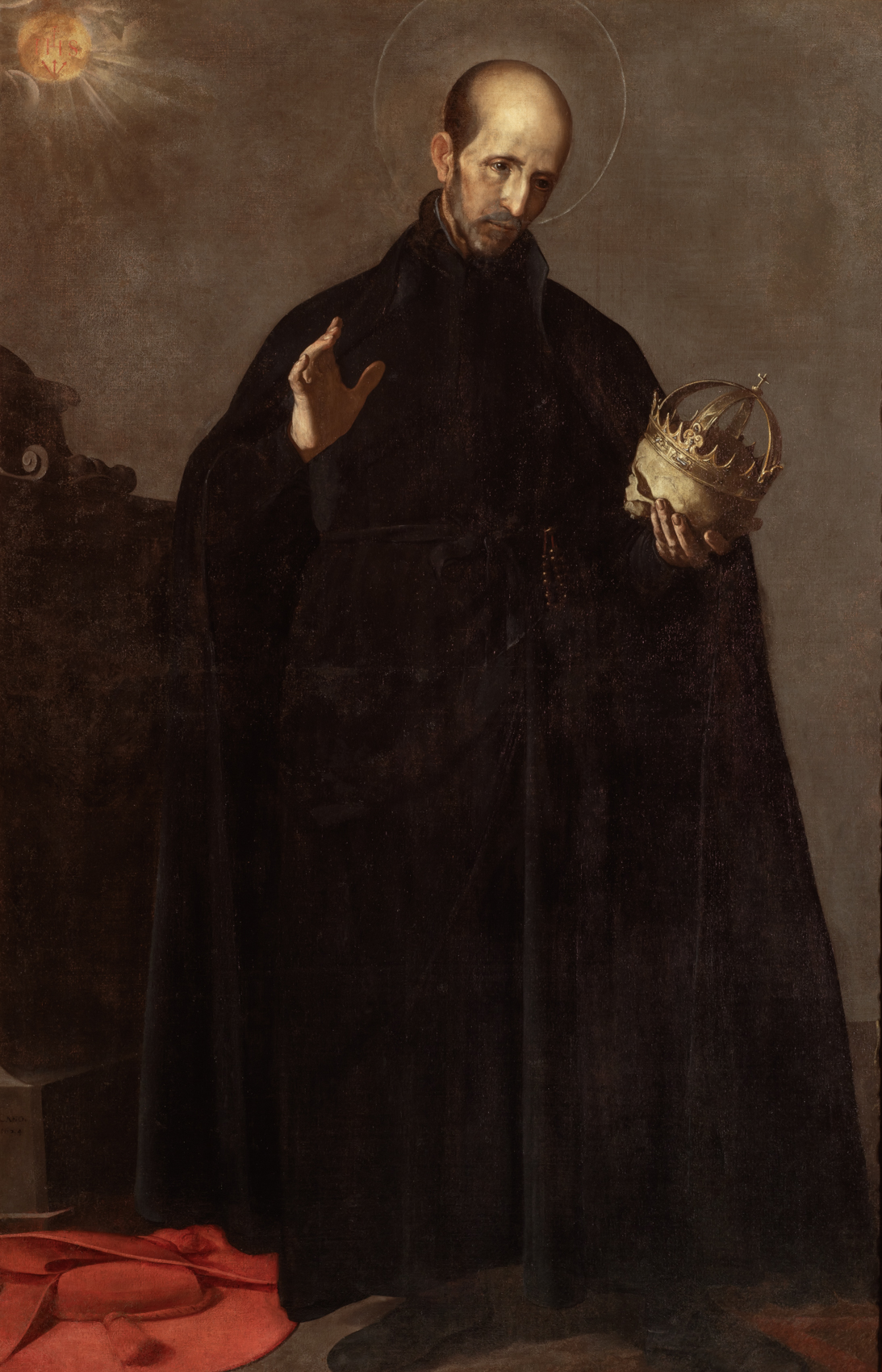
성 프란치스코 보르자

## 가문의 일족들
- 알폰소 데 보르자 (교황 갈리스토 3세)
- 체사레 보르자
- 성 프란치스코 데 보르자
- 호프레 보르자
- 후안 보르자
- 루크레치아 보르자
- 로드리고 보르자 (교황 알렉산데르 6세)

## 같이 보기
- 보르자 아파트